# Горки (на реке Иода)
Эта статья о деревне, расположенной на берегу реки Иоды (Еды) и обслуживаемой почтовым отделением в деревне Семенники, в административных документах она обозначается как Горки (24 км) в том же сельском округе есть другая деревня Горки (22 км), расположенная на берегу Черёмухи и обслуживаемая почтовым отделением в селе Сретенье.
Го́рки (в документах Горки (24 км)) — деревня в Михайловском сельском округе Волжского сельского поселения Рыбинского района Ярославской области .
Деревня расположена на правом берегу реки Иоды. На этом участке реки по правому берегу проходит просёлочная дорога, соединяющая деревни Короваево, Софроново, Горки, Савинское и выходящая на проходящую по противоположному левому берегу Иоды автомобильную дорогу с автобусным сообщением из Рыбинска через Михайловское на Александрову Пустынь к северу от Короваево и к югу от Савинского. Деревня окружена заболоченными лесами, населённые пункты и сельскохозяйственные земли располагаются только по указанной дороге и берегам Иоды.  Горки стоят в непосредственной близости с деревней Софроново, на возвышенности, на некотором удалении от берега реки. На противоположном берегу, несколько выше по течению стоит деревня Николо-Задубровье .
На 1 января 2007 года в деревне числился 1 постоянный жителель . Почтовое отделение, находящееся в деревне Семенники, обслуживает в Горках 4 дома .